# 창형흡충
창형흡충은 소나 다른 가축에게서 사는 경향이 있는 기생 생물이다.